# Pío XII (métro de Madrid)
Pour les articles homonymes, voir Pio XII.
Pío XII est une station de métro à Madrid, en Espagne. Ouverte le 30 décembre 1983, elle est située sur la ligne 9 du métro de Madrid entre Duque de Pastrana et Colombia.